# The Valet
Pour plus de détails, voir Fiche technique et Distribution.
The Valet est un film américain réalisé par Richard Wong, sorti en 2022. Il s'agit d'un remake du film français La Doublure de Francis Veber.

## Synopsis
Olivia Allan, une star de cinéma, pour masquer une liaison avec le milliardaire Vincent Royce qui est marié, fait croire qu'elle a pour amant son voiturier, Antonio Flores.

## Fiche technique
- Titre : The Valet
- Réalisation : Richard Wong
- Scénario : Bob Fisher et Rob Greenberg
- Musique : Heitor Pereira
- Photographie : Mateo Londono
- Montage : Sandra Montiel
- Production : Eugenio Derbez et Aaron Edmonds
- Société de production : 3Pas Studios et Pantelion Films
- Pays :  États-Unis
- Genre : Comédie dramatique et romance
- Durée : 124 minutes
- Dates de sortie : 
  - Hulu : 20 mai 2022

## Distribution
- Eugenio Derbez : Antonio Flores
- Samara Weaving : Olivia Allan
- Max Greenfield : Vincent Royce
- Betsy Brandt : Kathryn Royce
- Carmen Salinas : Cecilia
- Amaury Nolasco : Benny
- Carlos Santos : Javier
- Armando Hernández : Rudy
- Marisol Nichols : Isabel
- Diany Rodriguez : Natalie
- Tiana Okoye : Amanda
- John Pirruccello : Stegman
- Ravi Patel : Kapoor
- Joshua Vasquez : Marco
- Alex Fernandez : Daniel
- Noemi Gonzalez : Clara
- Ji Yong Lee : M. Kim
- Milena Rivero : Sofia
- Michael Mourra : Dante
- Noah Ayden Hernandez : Luca

## Accueil
Le film a reçu un accueil favorable de la critique. Il obtient un score moyen de 62 % sur Metacritic.